# Корона от сълзи 2
Корона от сълзи 2 (на испански: Corona de lágrimas 2) е втори сезон на мексиканската теленовела Корона от сълзи, продуциран от Хосе Алберто Кастро за ТелевисаУнивисион през 2022 г. Сезонът се базира 10 години след събитията от първата част, като отново е адаптиран от мексиканския сценарист Хесус Калсада.
В главните роли са Виктория Руфо, Хосе Мария Торе, Мане де ла Пара и Алехандро Нонес.

## Сюжет
Десет години след арестуването на Ромуло Ансира за престъпленията му, Рефухио и нейните синове – Патрисио, Едмундо и Игнасио, се справят с живота и последствията от своите добри и лоши решения. След като Олга заминава за Испания, тя дава на Патрисио попечителството над Есперанса, тяхната дъщеря. Рефухио успява да изгради отново живота си с Хулиан Корона, с когото има щастлив брак. Те са създали своя дом в Койоакан и го споделят с Патрисио и дъщеря му, тъй като баща ѝ трябва да пътува често по работа. С течение на годините Есперанса има желание да се срещне с майка си, с която никога не се вижда след нейното заминаване.
Едмундо живее със съпругата си Лусеро. Поради криминалното си досие Едмундо не успява да си намери стабилна работа. Игнасио пътува до Италия с приятелката си Челито, но малко по малко новата ѝ професия и обучението му ги разделят. Това кара Игнасио да се върне в Мексико. Любовта и солидарността на семейство Чаверо ще ги обедини в едно усилие и една цел, когато бедствието отново ги изправи, въплътено в подлостта на Ромуло Ансира, който заплашва да унищожи щастието на Рефухио и нейното семейство.

## Актьори
- Виктория Руфо – Рефухио Ернандес
- Марибел Гуардия – Хулиета Васкес вдовица де Рохас
- Ернесто Лагуардия – Ромуло Ансира
- Африка Савала – Лусеро Рохас Васкес
- Хосе Мария Торе – Едмундо Чаверо Ернандес
- Мане де ла Пара – Игнасио Чаверо Ернандес
- Алехандро Нонес – Патрисио Чаверо Ернандес
- Лола Мерино – Мерседес Сервантес де Ансира
- Марта Хулия – Флор Ескутия Борбоя
- Артуро Кармона – Аполинар Пантоха
- Ракел Гарса – Мартина Рекена вдовица де Дуран
- Улисес де ла Торе – Агустин Галиндо
- Касандра Санчес-Наваро – Консуело Мария дел Пилар Дуран Рекена
- Лисардо
- Шарис Сид
- Умберто Елисондо
- Рене Стриклер
- Себастиан Поса
- Ана Белена
- Лара Кампос
- Роксана Кастеянос – Леонарда
- Джералдин Басан – Олга Ансира Сервантес
- Педро Морено – Съдия Хулиан Корона

## Премиера
Премиерата на „Корона от сълзи 2“ е на 29 август 2022 г. по Las Estrellas. Последният 110 епизод е излъчен на 27 януари 2023 г.
| Година | Излъчване              | Брой епизоди | Премиера       | Премиера         | Финал          | Финал            |
| Година | Излъчване              | Брой епизоди | Дата           | Зрители (в млн.) | Дата           | Зрители (в млн.) |
| ------ | ---------------------- | ------------ | -------------- | ---------------- | -------------- | ---------------- |
| 2022   | понеделник-петък 18:30 | 110          | 29 август 2022 | 2.3              | 27 януари 2023 | 3.4              |

## Продукция

### Предистория и развитие
От 2017 г. съществуват спекулации за реализацията на възможно продължение на теленовелата от 2012 г., Корона от сълзи, със заглавието Чаверо. Години по-късно, през август 2021 г., Хосе Алберто Кастро обявява създаването на втори сезон на Корона от сълзи. Сезонът е потвърден на 31 октомври 2021 г., в рамките на представянето на новостите в телевизионните формати на Група Телевиса за 2022 г., със заглавието Корона от сълзи 2. Записите на сезона започват на 6 декември 2021 г.

### Избор на актьорски състав
На 27 октомври 2021 г. Адриана Лувие съобщава, че няма да се завърне за втория сезон поради конфликти с времето за заснемане, така че седмици по-късно тя е заменена от Джералдин Басан за ролята на Олга Ансира. На 2 декември 2021 г. е обявено участието на някои членове от оригиналния актьорски състав. На 11 май 2022 г. е потвърдена актрисата Касандра Санчес-Наваро, която се завръща със специално участие с образа на Консуело.